# 鉄道捜査官
『鉄道捜査官』（てつどうそうさかん）は、2000年から2021年までテレビ朝日系で放送されていた刑事ドラマシリーズ。主演は沢口靖子。
第15作までは（『土曜プライム』の一企画扱いに降格前の）『土曜ワイド劇場』にて、第16作は『土曜プライム・土曜ワイド劇場』にて、第17作は『日曜ワイド』にて、第18作は『日曜プライム』にて、第19作は『ドラマスペシャル』にて、それぞれ放送されていた。
制作サイドであるテレビ朝日が、2022年をもって不定期で放送されていた2時間サスペンスドラマ自体の放送を打ち切ることが決定したため、全19作で終了となった。

## 概要
架空の捜査部署である「警視庁鉄道捜査隊東京駅分駐所刑事課」に所属する刑事の活動を描く。
第1作、第3作を除き西村京太郎原作となっているが、同名の小説シリーズは存在しておらず、花村や鉄道捜査隊などの設定はドラマオリジナルとなっている。第1作、第2作は『鉄道おんな捜査官 花村乃里子』（てつどうおんなそうさかん はなむらのりこ）のタイトルで放送された。なお、西村原作でない第1作、第3作はタイトルに『西村京太郎サスペンス』を冠していない。
2019年3月17日放送分では、同じ西村京太郎原作の『西村京太郎トラベルミステリー』とのコラボレーション企画として『十津川警部VS鉄道捜査官・花村乃里子』が放送され、当番組からは花村・手塚・大沢の3人がゲスト出演を果たした。

## キャスト

### 警視庁鉄道捜査隊東京駅分駐所
花村乃里子
演 - 沢口靖子（15歳：河原美結〈第14作・第16作〉）
経歴：世田谷西警察署
→ 警視庁鉄道捜査隊（第1作 - ）
鉄道捜査官。階級は警部補。分駐所で主任を務める刑事。
三崎、轟の3人で「レディース」と称されていた頃もある。同じく刑事であった夫・吾郎と結婚するも、1年後に殉職という形で喪っている。大卒で学生時代は演劇サークルに在籍していた。第2作では事件解決の功績により警視総監賞を授与される話もあったが、実際に授与されたかは不明である。非番の日でも体を動かすことを欠かさず、気になることは徹底的に追究する。そのために働きづめになっていることから、周囲が理由を付けて彼女を休ませている（第3作）。鉄道捜査隊に来る前は世田谷西警察署に勤務していた（第5作）。滝本裕介は世田谷西警察署に勤務していたときの先輩である（第18作）。20年前は新宿中央署に勤めており、警視庁捜査一課警部補の三沢貴彦はその時の先輩刑事であった（第19作）。体術は得意らしく、追いつめられて抵抗した犯人を単独で取り押さえることも多い。
望月春樹
演 - 比留間由哲（第1作・第2作）、小林健（第3作・第4作）、長谷川朝晴（第5作 - ）
鉄道捜査官。階級は巡査。
品川福太朗
演 - 本田大輔（第19作）
鉄道捜査官。
野川一郎
演 - 筧利夫（第12作 - ）
経歴：警視庁捜査一課
→ 警視庁鉄道捜査隊（第12作 - ）
刑事課課長。第11作で辞職した倉田課長の後任として第12作から登場。柔道4段、逮捕術3段、射撃1級を持つ。かつては警視庁捜査一課にいたが、事件の捜査方針に納得がいかず、上司と衝突したことがきっかけで配転となり、現職に就くこととなった。小料理屋「てまり」の女将である手塚真理絵に好意を寄せていると思われる描写が幾つか存在する。

### 元鉄道捜査官のメンバー
倉田剛
演 - 地井武男（第1作 - 第11作）
経歴：警視庁捜査一課
→ 警視庁鉄道捜査隊（第1作 - 第11作）
課長。階級は警視。花村の上司でありかつ彼女の良き理解者である。感謝状などの賞状を貰うことが好きで、「賞状コレクター」と部下に言われている。かつては警視庁捜査一課の敏腕刑事であったが、殺人事件で被疑者を苦労の末に逮捕するも、公判で無罪とされ、誤認逮捕とマスコミに大きく報じられた責任を取り鉄道捜査隊へ配転。第11作で捜査一課への復帰の動きがあるも、捜査上の失態の責任を取り辞表を提出した。
三崎真弓
演 - 今村恵子（第1作 - 第10作・第12作）
鉄道捜査官。花村と行動を共にすることが多かった。（主要メンバーの1人だったが、私生活での結婚出産、退社の関係から、12作を最後に降板）
轟悦子
演 - 松本ちえこ（第1作 - 第3作）
鉄道捜査官。初期メンバーで鉄道捜査官レディースメンバーの一人で花村主任の参謀、助手役的な存在。
山野浩二
演 - 菊地康二（第1作 - 第3作）
鉄道捜査官。
久我達也
演 - 野村祐人（第4作 - 第8作）
鉄道捜査官。階級は巡査長。第4作からの登場。その初登場作で被疑者を庇う行動を見せるなど警察官としては未熟な場面も見られた。捜査中でも駅弁を買い込んだりもみじ饅頭をほおばるなど食い意地は忘れない。鉄道マニアでそれが捜査に役立つことも多々あるが、第5作における函館本線上下線の運転経路の件や容疑者絞り込みなどの場面では、若干思い込みが強すぎることもある様子。望月と行動を共にすることが多かった。第9作以降は登場しない。
立花広太郎
演 - 金子昇（第9作 - 第18作）
鉄道捜査官。シリーズ途中で久我に代わる新人として登場。美人相手になるとフットワークが軽く、事件に関わる女性とデートしたり（第9作）いい雰囲気になる（第10作）ことが多い。
西岡早紀
演 - 松村真知子（第11作・第12作）
鉄道捜査官。地味な風貌で化粧っ気もなくとても刑事には見えない。研修中の刑事。
内海早苗
演 - 大塚千弘（第13作 - 第18作）
鉄道捜査官。階級は巡査。乃里子と行動を共にすることが多い。バイク好きで高校時代に二輪免許を取得、白バイ警官に憧れて警察官になった事を第13作で花村に打ち明けている。かなり腕っ節が強い。

### 花村家
花村吾郎
演 - 市山登（第1作）
乃里子の夫。西新宿警察署の元刑事。5年前殉職。
花村光代
演 - 大方斐紗子（第1作 - 第7作）
乃里子の義母で吾郎の母。小料理屋「花むら」の女将。

### 小料理屋「てまり」  と カフェ「マリエ浪漫」
手塚真理絵
演 - 山村紅葉（第8作 - ）
倉田が行きつけの小料理屋「てまり」の女将（第8作 - 第16作・第18作）。
第17作では「大正ロマン」を基調としたカフェ「マリエ浪漫」に移行。元は売れっ子の新橋芸者で、当時からの客も多く小料理屋は繁盛していたが居抜きで良い物件があったので開いたらしく、花村が言うには「ママ曰く、時代は夜から午前中」とのこと。野川から、袴にブーツという大正時代のファッションを所望され、この様なカフェを開いたらしい。
しかし、第18作にて何事もなかったかのように再び元の「てまり」の女将となる。
大沢次郎
演 - 山口竜央（第9作 - ）
小料理屋「てまり」の板前（第9作 - 第16作・第18作）。第17作では「マリエ浪漫」に就く。
しかし、第18作にて真理絵と同じく何事もなかったかのように再び元の「てまり」の板前となる。

### ゲスト
第1作「東北新幹線やまびこ トンネル殺人7分の罠！」（2000年）
- 佐野亜矢子（ホテル「グリーングリーン」仲居） - 白島靖代
- 小沢俊介（西新宿警察署 元刑事・花村吾郎の元相棒） - 嶋大輔
- 堀川雅也（風俗店店長） - 湯江健幸
- 夏川みどり（亜矢子の妹・モデル・本名「佐野ひろみ」） - 高橋美穂
- 内田章一（ジュエリー内田 社長・婿養子） - 沼崎悠
- 佐野善三（亜矢子とひろみの父） - 前田昌明
- 内田珠子（ジュエリー内田 副社長・内田の妻） - 木野花
- 渡辺泰之（ジュエリー内田 専務） - 頭師孝雄

第2作「私は殺された 鳴門の渦に女の叫び！」（2002年）
- 中林美奈子（「劇団あけぼの」脚本家・花村乃里子の大学時代の演劇サークル仲間） - 大寶智子
- 野村ひろみ（広告代理店勤務・花村乃里子の大学時代の演劇サークル仲間） - 藤森夕子
- 広田健児（会計士・花村乃里子の大学時代の演劇サークル仲間） - ひかる一平
- 脇田治郎（脇田食品 東京支店長・肇の弟） - 大高洋夫
- 脇田肇（脇田食品 社長） - 辰馬伸
- 溝口信也（肇の秘書） - 柴田光太郎
- 安藤（鳴門警察署 刑事） - 鈴木一功
- 小山修司（「劇団あけぼの」スタッフ） - 国枝量平
- 柏木裕子（「ハリウッドアクターズアカデミー」所属声優） - 青木愛
- ホテルのフロント係 - 加藤忠可
- 主婦 - 松本じゅん、松山尚子、森悦光
- マンション管理人 - 広田正光
- 脇田洋子（脇田食品 専務取締役・肇の妻） - 石井苗子

第3作「津和野トンネル殺人！山口線「貴婦人号」汽笛のトリック…」（2003年）
- 多田道子（源吉の娘で雄一の妹・視覚障害者） - 大河内奈々子（幼少期：黒沢朋世）
- 多田雄一（多田建設 常務・源吉の息子） - 矢島健一（青年期：馬場徹）
- 清水（阿東北警察署 刑事） - 赤塚真人
- 篠崎菊江（多田家の家政婦） - 大西多摩恵
- 多田源吉（多田建設 社長） - 庄司永建
- 小田切義弘（「津和野第一交通」タクシードライバー） - 佐伯直之
- 佐藤武（阿東北警察署 刑事） - 高杉勇次
- 「津和野第一交通」タクシードライバー - ラッキィ池田
- 杉山（警視庁科学捜査研究所 技官） - 中谷彰宏
- 松木樹里（ドライブイン「樹里庵」店主） - 俵山栄子
- 湯田温泉「ホテルかめ福」女将 - 水沢有美
- 湯田温泉「ホテルかめ福」主人 - 野村信次
- 多田家旧宅の隣人 - 羽室満
- 多田建設 受付 - 小林美佳
- 多田建設 秘書 - 福地香代
- 沖玄一郎（多田建設 専務） - 牟田悌三

第4作「愛と哀しみの飯田線 諏訪湖〜名古屋 三本の列車の時刻表トリック！」（2004年）
- 若宮夕子（泰明興産 秘書・朝子の妹） - 遠野凪子
- 若宮朝子（元高校教師・故人） - 遠野凪子（二役）
- 真田（愛知県警捜査一課 刑事） - 山村紅葉
- 小林みどり（モデル） - 川合千春
- 柏木麗子（モデルクラブ「オフィス麗」経営） - 藤田憲子
- 羽田岩男（ブルーファイナンス 専務） - 冨家規政
- 宮川（愛知県警捜査一課 刑事） - 井上康
- 若宮（夕子と朝子の父・蒲田病院 入院患者） - 中山克己
- みどりの恋人 - 菊原祐太朗
- 老婆 - 森康子
- 石塚 - 遊木康剛
- 蒲田病院 医師 - 末宗慎吾
- アナウンサー - 日下千帆
- 青柳恒夫（ブルーファイナンス 社長） - 団時朗

第5作「殺意の函館本線 札幌〜函館 上り線 下り線 ダイヤトリック」（2005年）
- 田畑早苗（田畑の妻） - 真行寺君枝
- 川島正（世田谷西警察署 元刑事・花村乃里子の仲人） - 樋浦勉
- 川島君子（川島の妻） - 大森暁美
- 田畑孝（サンライズ興産 北海道支店 支店長） - 佐戸井けん太
- 九木三郎（クラブ従業員） - 須藤雅宏
- 芹沢亜紀（ブティック店員・由美子の友人） - 松見早枝子
- 山口（北海道函館方面 函館中央警察署 警部） - 野添義弘
- 西山（北海道函館方面 函館中央警察署 刑事） - 草薙仁
- 高井涼一（由美子の元恋人・井上由美子殺害の容疑者として東京刑務所に収監） - 若林久弥
- 清水由香里（川島と君子の娘） - 吉野きみか
- 藤原（東京刑務所 副所長） - 真夏竜
- 野本裕二（建築設計士） - 遠矢武
- 井上由美子（サンライズ興産 元社員・1年前死亡） - 松井茜
- 松下（「特急スーパー北斗16号」車掌） - 佐藤祐一
- 東京刑務所 刑務官 - 藤本至
- サンライズ興産 北海道支店 受付 - 佐藤礼貴
- サンライズ興産 秘書 - 小山亜由子
- 相川哲夫（サンライズ興産 専務） - 中原丈雄

第6作「岡山発 特急スーパーやくもの殺意 殺人を予告された社長が殺された！グリーン車密室トリックの謎」（2005年）
- 高沢めぐみ（瀬戸内トータルフーズ 社長秘書） - 田中美奈子
- 原田（岡山県警察 警部） - 山村紅葉
- 佐野勇（瀬戸内トータルフーズ 元社長付き運転手） - 井田國彦
- 工藤良夫（瀬戸内トータルフーズ 社長） - 加藤善博
- 平川あかり（平川の妹・広島在住） - 田中千代
- 砂田努（無職・前科者） - 山口祥行
- 北山（警視庁渋谷警察署 刑事） - 三田村賢二
- 西条美由紀（ホステス・瀬戸内トータルフーズ 元社長秘書・工藤の元愛人） - 真田せつこ
- 三浦昇（瀬戸内トータルフーズ 社員・平川の同期） - 戸井勝海
- 本山理恵（工藤とあや子の娘） - 高橋香織
- 松本（岡山県警察 刑事） - 田中謙次
- 藤田聖子（「特急スーパーやくも5号」車内販売員） - 泉沙池
- スーパーの店長 - ト字たかお
- 運送会社社員 - 九太朗
- チンピラ - 小橋川嘉人
- 平川啓介（瀬戸内トータルフーズ 元社員・砂田努に刺殺される） - 小林峻
- アナウンサー - 日下千帆
- 本山あや子（瀬戸内トータルフーズ 先代の娘・工藤の元妻・スーパーの店員） - 藤吉久美子
- 片山要一郎（瀬戸内トータルフーズ 専務兼広島工場長） - 渡辺哲

第7作「－大井川SL急行密室展望車の殺意！－黒衣の花嫁が遺したハイヒールの罠!? 時刻表に仕掛けられた謎の連続殺人!!」（2006年）
- 北沢由加里（ガイヤ法律事務所の弁護士・次郎の実姉・本名：水野由加里） - 吉本多香美（少女期：長谷川愛美）
- 石坂里美（ブティック「Juconde」従業員・俊介と先妻の娘・涼子の異母姉） - 遊井亮子
- 大西次郎（涼子の婚約者・登山家・由加里の実弟・本名：水野次郎） - 飯沼誠司（少年期：道端竜也）
- 羽田（静岡県警察 刑事） - 山村紅葉
- 小野田康夫（里美の実母の弟・イタクラ宝飾 専務） - 藤堂新二
- 板倉俊介（イタクラ宝飾 社長） - 西沢利明
- 津島幸彦（イタクラ宝飾 元宣伝部長） - 長谷川公彦
- 板倉涼子（ブティック「Juconde」経営者・俊介と後妻の娘） - 夏目敦子
- 金子良治（フリーライター） - 亀井彰夫
- 長田（島田中央警察署 巡査） - 中西和久
- 三村（島田中央警察署 巡査） - 大竹浩一
- 水野正夫（「ジュエリー・ミズノ」元社長・故人・由香里と次郎の実父） - 阿部六郎
- 経済通商新聞の編集部員 - 羽室満
- 刑事 - 國井有
- キレる若者 - 小橋川嘉人

第8作「山形鉄道フラワー長井線 狙われた終着駅！死体が線路際を歩いた!? 密室列車内の泥だらけ毒殺トリック」（2007年）
- 関口君子（関口の妻） - 小沢真珠
- 沢田文子（人材派遣会社「スタッフSAWADA」社長） - 根本りつ子
- 関口文武（山形県議会議員・文子の弟・シスコン） - 小西博之
- 中本祐次（「スタッフSAWADA」営業部長） - 中根徹
- 川上英子（「スタッフSAWADA」元コンパニオン・晴美の高校の後輩） - いとうあいこ
- 橋爪亜希（「スタッフSAWADA」イベントマネージャー・文子の亡夫の姉の子） - 根本はるみ
- 佐藤晴美（食事処「香味庵」店員） - 三原珠紀
- 三浦（山形県警察本部 刑事） - 佐渡稔
- 車掌 - 大森うたえもん
- 森本（警視庁杉並南警察署 警部） - 萩原流行
- 小林（警視庁杉並南警察署 刑事） - 菅野浩司
- 若杉慶（タレント・亜希の彼氏の一人） - 橋山勇人
- 木村寛（「スタッフSAWADA」社員・亜希の彼氏の一人） - 國井有
- 高橋澄江（君子の幼馴染・農家） - 西慶子
- 女子高生 - 吉川まりあ
- 木村（警視庁杉並南警察署 刑事） - 住吉晃典
- 監察医 - 野本卓也
- 女優 - 松木里菜
- 監督 - 五宝孝一
- 川上和夫（英子の兄） - 漆山弘志
- 仲居 - 熊谷瞳
- 井口勲（フリーの経営コンサルタント・花村乃里子の大学時代の同期生） - 松村雄基

第9作「凶器がトロッコ列車に乗ってきた!? 会津鉄道 車窓に広がる殺人風景 湖の上に隠された時刻表トリック！」（2008年）
- 今中みゆき（会社員・カップリングパーティーの参加者） - さとう珠緒
- 田中富夫（テレビドラマの脚本家） - 正名僕蔵
- 坂本（福島県警察 警部） - 剣持直明
- 竹山祐子（ドリーミングエージェンシー 社長） - 大竹一重
- 長谷部（福島県警察 刑事） - 中村譲
- 河内ますみ（モデル） - 村井美樹
- 手島隆志（T-TEJIMA写真館 経営者） - 下総源太朗
- ドリーミングエージェンシー 事務員 - 小柳友貴美
- 外崎徹（芸能プロ社長） - 工藤俊作
- 井上晋一郎（通商省課長・外崎の高校時代の友人） - 池田政典
- 神奈川県警横浜港警察署 刑事 - 衣笠拳次
- 小谷尚美（みゆきの友人） - 河本千明
- 里見保恵（カップリングパーティーの参加者） - 派谷恵美
- 五十嵐（車掌） - 河原田ヤスケ
- 松浦（鑑識） - 伊原農
- 奥山（銀行員・転落死現場の野次馬） - 安河内理恵
- 野村冴子（ドリーミングエージェンシー 社員） - 野村真美

第10作「わたらせ渓谷鉄道 死を呼ぶ片道切符！不死身の男を殺した無人駅殺人トリック!!」（2009年）
- 大沼礼子（ブティック経営者・元モデル・大沼の妻） - 秋本奈緒美
- 新井はるみ（大沼ビルディング 社長秘書） - 前田亜季
- 広田功（無職） - 林泰文
- 浦中誠一（浦中誠一法律事務所 弁護士・加倉井の知り合い） - 久ヶ沢徹
- 加倉井肇（加倉井探偵事務所 所長・倉田剛の元後輩刑事） - 赤川蓮
- 加倉井由美子（「スナックyumi」ママ・加倉井の元妻） - 岩本千春
- 伊東（群馬県警桐生中央警察署 警部） - 八波一起
- 原田（群馬県警桐生中央警察署 刑事） - 市野世龍
- 江崎みどり（鉄道マニア） - 小見川千明
- 魚住リカ（元ファッションモデル・3年前絞殺） - 橋本愛実
- アナウンサー - 大木優紀
- 本多英一郎（警視庁 本部長） - 森下哲夫
- 片岡勝利（NPO法人「足尾に緑を育てる会」会長） - 浜田晃
- 加倉井探偵事務所 管理人 - 椎名泰三
- 織物社長 - 羽室満
- 大沼ビルディング 受付 - 原絵里
- 「わたらせ渓谷鉄道」運転士 - 漆山弘志
- 大沼安雄（大沼ビルディング 社長） - 三浦浩一

第11作「死体は遠い改札口を目指す!? 線路の途中に終着駅 銚子〜九十九里〜鴨川 房総縦断ルート連続殺人トリック」（2010年）
- 中井美矢子（飲食チェーン「デリクス商事」内装担当・冴子の妹） - 佐藤藍子（幼少期：小俣絵里佳）
- 広田実（デリクス商事 副社長・高見沢の甥） - 大浦龍宇一
- 皆川浩次（デリクス商事 課長） - 榊英雄
- 高見沢敬（デリクス商事 社長） - 清水昭博
- 高見沢冴子（デリクス商事 商品開発担当・高見沢の妻） - ひがし由貴（幼少期：中嶋晴子）
- 中込史郎（千葉県警察 警部） - 吉田テツタ
- 大浜（千葉県警察 刑事） - 雑賀克郎
- 直美（ホテル「鴨川館」仲居） - 仲音映里
- 溝渕恭子（「特急わかしお20号」車掌） - 幸田恵里
- 春川和也（春川法律事務所 弁護士・春川の息子） - 長濱正明
- 柏木（「銚子タクシー」タクシードライバー） - 天蝶二
- 小山（ホテル「鴨川館」フロント） - 岩田知幸
- レイラ（キャバ嬢） - 野口逢里
- アスカ（キャバ嬢） - もたい陽子
- 石渡（アンティークショップ店員） - 石井洋輔
- 藤本（「いすみ鉄道」車掌） - 塚本浩平
- 矢吹（デリスク商事 秘書） - 道明寺まり
- 原島（春川法律事務所 秘書） - 安河内理恵
- 中井文江（冴子と美矢子の母・故人） - ふるたこうこ
- 中井慶輔（冴子と美矢子の父・故人） - 羽室満
- 春川郁夫（デリクス商事 顧問弁護士・春川法律事務所 所長） - 大和田伸也

第12作「伊勢鉄道引き返せない単線列車からの脱出トリック 2000万円の絵馬が連続殺人を暴く」（2011年）
- 貴島涼子（貴島の妻・花村乃里子の大学の後輩） - 伊藤裕子
- 橋本慎二（貴島ホールディングス 元社員） - 河相我聞
- 三田村加奈（三田村の娘・橋本の恋人・旅館仲居） - 中原果南
- 佐伯弘輝（不動産ブローカー） - 金山一彦
- 合田信之（合田建設 社長） - 原田大二郎
- 原口悠（佐伯の相棒） - 笠原紳司
- 加東（三重県警捜査一課 警部） - 山内としお
- 中田（三重県警捜査一課 刑事） - 長町太郎
- 三田村重雄（元高等学校教師兼考古学者・故人） - 志賀圭二郎
- 北畠神社の宮司 - 唐沢民賢
- 日下部洋三（考古学者・三田村の先輩） - 苅谷俊介
- 鑑識 - 西山聡
- 津駅 駅員 - 加瀬尊朗
- 佐伯の愛人（スナック「ルパン」ママ） - 蜂谷眞未
- 落し物係員 - 長谷川恵美
- マンション管理人 - 石津康彦
- 渡部の刑事時代の上司 - 小林常作
- 渡部達郎（防犯コンサルタント会社経営・元三重県警察 刑事） - 大鶴義丹
- 貴島慶介（貴島ホールディングス 社長） - 浅野和之

第13作「殺意の密室車内パーティ！益子焼の里を走るSL特別ダイヤの謎」（2012年）
- 吉竹弓枝（堀場の内縁の妻・元モデル） - 宮本真希
- 松田由紀（木綿会館 従業員） - 宮地真緒
- 佐藤謙（社会派ノンフィクション作家） - 小木茂光
- 金谷俊一（佐藤のアシスタント・フリーライター） - 岡田浩暉
- 堀場達夫（堀場プロダクション 社長・元警視庁捜査二課刑事・野川一郎の知り合い） - 寺泉憲
- 島崎（栃木県警真岡中央警察署 警部補） - 倉田てつを
- 畑中（栃木県警真岡中央警察署 刑事） - 高松しげお
- 雨宮慎一郎（フリールポライター・由紀の恋人） - 古澤蓮
- 早見（警視庁刑事） - 武発史郎
- 田中（益子観光協会 職員） - 井上高志
- 西尾（堀場の部下） - 諸岡立身
- 鑑識 - 中村圭太
- スリ被害者 - 中平良夫
- 不動産屋 - 中山克己
- スリ - 稲輪吉泰
- 松田亜紀（由紀の姉・堀場プロダクションの元モデル・2年前自殺） - 大島央照
- 服部圭介（代議士・亜紀の元恋人） - 中山俊

第14作「伊豆高原〜熱海「リゾート21」号 パノラマ展望車で殺された女！箱根ゴールデンルート 空と湖の逆転アリバイトリック」（2014年）
- 水谷美香（フリージャーナリスト・花村乃里子の中学時代の同級生） - 横山めぐみ（15歳：高丘桜子）
- 富永健一郎（人材派遣会社「ワークドリーム」社長・警察庁出身） - 野村宏伸
- 谷浜梨絵（谷浜の妻） - 山下容莉枝
- 谷浜康雄（谷浜学法律事務所 所長・婿養子） - 春田純一
- 柳沼洋子（干物工場従業員・真治の母） - 山口果林
- 石川宏美（富永の秘書） - 三津谷葉子
- 片桐朋子（「クラブ ルミエール」ホステス） - かでなれおん
- 柳沼真治（ワークドリーム 元経理・4年前死亡） - 志村東吾
- 青木（静岡県警察 刑事） - 出合正幸
- 森口（静岡県警察 刑事） - 松澤一之
- 三上和人（警視庁 本部長） - 井上純一
- 捜査一課刑事 - 河野達郎
- 佐々木（ホテル「Awda 倶楽部」従業員） - 北山雅康
- 車掌 - 堀内充治
- 鈴木（タクシードライバー） - 春日井順三
- 松月院住職 - 斉藤和彦
- 田島（マンション管理人） - 高橋修
- 女子高生 - 白波瀬海来
- ほのか（ホステス） - Erina
- ワークドリーム 社員 - 涌井とも子
- 伊豆高原駅 駅員 - 菊地啓介
- 船長 - 宮脇友輔

第15作「三陸鉄道・北リアス線 1日乗車券に隠された逆転ダイヤトリック」（2015年）
- 楠木亜理紗（三陸海岸観光ガイド・「浄土ヶ浜パークホテル」に居住・旧姓「佐伯」） - 福田沙紀（幼少期：中村美乃莉）
- 篠崎昌子（源一郎の後妻） - いしのようこ
- 山井久美（山井画廊 オーナー） - 芦川よしみ
- 宮園正行（宮園法律事務所の弁護士・篠崎の顧問弁護士） - 村杉蝉之介
- 中沢啓一（自称私立探偵・恐喝の前科者） - 渋谷哲平
- 楠木和美（「浄土ヶ浜パークホテル」女将・亜理紗の伯母） - 水沢アキ
- 佐伯千加子（亜理紗の母・洋画「北リアスの天使」のモデル・20年前 崖から転落死） - 梅宮万紗子
- 多田刑事の部下 - 寺本一樹
- 山井画廊 従業員 - 佐藤もみじ
- 篠崎家の家政婦 - 和泉ちぬ
- 刑事 - 日野出清
- 駅員 - ミョンジュ
- 不審な男 - 福井晋
- 岩手県警察 刑事 - 小笠原利弥
- ジョギングの女性 - うえのやまさおり
- ニュースキャスター - 安永亜季
- 刑事 - 稲輪吉泰
- 多田（警視庁捜査一課 刑事・野川一郎の元部下） - ベンガル
- 篠崎源一郎（洋画家・洋画「北リアスの天使」作者） - 伊武雅刀

第16作「富士河口湖 同窓会ツアー連続殺人！山梨側から静岡側に瞬間移動!? 富士山縦断ダイヤトリック！」（2016年）
- 平山亜矢子（ウーマンキャリアアカデミー 社長・義昭の養女・花村乃里子の高校時代のテニス部仲間） - とよた真帆（少女期：井東紗椰）
- 平山章一（義昭の息子・亜矢子の義兄） - 川野太郎（高校生：加藤雄飛）
- 平山みどり（義昭の後妻） - 高橋かおり
- 三田村弘（弁護士・義昭の元秘書） - 中村ゆうじ
- 立木由美（雑誌記者・花村乃里子の高校時代のテニス部仲間） - 古村比呂（若き日：奥田佳弥子）
- 富樫信夫（山梨県警察 刑事） - 阪田マサノブ
- 松田雅子（オルゴールミュージアム「オルゴールの森」従業員・ほうとう屋「なべ家」元料理人） - 辻沢杏子
- 磯野明日香（専業主婦・旧姓「鈴木」・花村乃里子の高校時代のテニス部仲間） - 阿部朋子
- 木下弥生（専業主婦・花村乃里子の高校時代のテニス部仲間） - 小林美江
- 近藤沙織（バツイチ・花村乃里子の高校時代のテニス部仲間） - 法月輝美
- 吉沢浩二（山梨県警察 刑事） - 高田弦
- 平山義昭（国会議員） - 竜雷太
- 西尾昌平（亜矢子の実父・「なべ家」元主人・30年前死亡） - 唐沢龍之介
- 西尾優子（亜矢子の実母・30年前死亡） - 飯塚ひより
- ひったくり被害者 - 内田尋子
- 車掌 - 出口高司
- ひったくり犯 - 中山孟
- たぬき茶屋 従業員 - 枝元萌
- 釣り人 - 稲輪吉泰
- オルゴールミュージアム「オルゴールの森」従業員 - 植本さおり
- 天下茶屋 従業員 - 渋川あかね

第17作「しなの鉄道「ろくもん」3号車の罠 人気観光列車から消えた美女の謎」（2017年）
- 角田澄江（旅館の女将・功の実母） - 熊谷真実
- 小堀功（小堀グローバル開発 営業部長・明子の異母弟） - 渋江譲二（幼少期：前田虎徹）
- 小堀明子（小堀グローバル開発 専務・小堀の娘） - 西原亜希（幼少期：吉田空）
- 浦本徹也（弁護士・明子の恋人） - 山中聡
- 岡部祐子（長野県出身のグラビアアイドル） - 川村亜紀
- 田所康正（祐子の熱狂的ファン） - 真延心得
- 真田（上田中央警察署 刑事） - 出光秀一郎
- 高梨（上田中央警察署 刑事） - 荻野貴継
- 小堀忠夫（小堀グローバル開発 社長・資産家） - 森次晃嗣
- 小堀（小堀の妻・明子の母・10年前死亡） - 三木美加子
- ひったくり犯 - 雲雀大輔
- 秋山（しなの鉄道「ろくもん」乗務員） - 山田茉亜紗
- 上田駅 駅長 - 金時むすこ
- 軽井沢駅 駅員 - 小沢日出晴
- 東京駅でベビーカーを押している母親 - 滝川ひとみ
- 上田駅 清掃員 - 高野靖彦
- 死体発見者 - クランシー京子
- 『北斎館』係員 - 寺西亜由美

第18作「全長140キロ！東京〜日光鬼怒川ノンストップ殺人計画!! 警視庁鉄道捜査隊vs特急けごん21号1/30秒の殺意」（2018年）
- 滝本裕介（フリーライター・花村乃里子の世田谷西警察署時代の先輩刑事） - 別所哲也
- 河嶋充子（保険会社「ボスポラス損害保険」調査部 課長） - 国生さゆり
- 前園清志（蓮和建設 常務） - 飯田基祐
- 入江正美（入江の妻） - 中島ひろ子
- 奥田忠則（アマチュアカメラマン） - 黒田大輔
- 塩崎正彦（警視庁捜査一課 刑事） - 六平直政
- 徳島仁（警視庁捜査一課 刑事・塩崎の部下） - 草薙仁
- 三枝和代（里奈の遠い親戚・里菜を引き取って育てている） - 水木薫
- 窪塚力（前園の秘書） - 大髙雄一郎
- 田代美由紀（保険会社「ボスポラス損害保険」調査員） - 佐久間麻由
- 磯部綾乃（保険会社「ボスポラス損害保険」調査員） - 石原あつ美
- 浅井里奈（奈津子の娘・中学生） - 内田未来
- 浅井奈津子（浅井の娘・半年前 入江の転落に巻き込まれ死亡） - 楊原京子
- 奥田の隣人 - 湯沢勉
- 入江健吾（蓮和建設 建築デザイナー・半年前転落死） - 服部ひろとし
- 久美（鬼怒川パークホテルズ 従業員） - 桜川博子
- 冒頭の滝本の目撃者 - 増田眞澄
- マンション管理人 - 山形透
- 警官 - 伊藤奏志、YOURI
- 撮り鉄 - 稲輪吉泰
- 浅井（傷害事件の容疑者・14年前死亡・奈津子の父） - 曳地伸之

第19作「秩父SLパレオエクスプレス、縁結び殺人ツアー!幻の温泉が暴く衝撃時刻表トリック」（2021年）
- 三沢貴彦（警視庁捜査一課8係 警部補・乃里子の新宿中央署時代の先輩） - 勝村政信
- 楠木香織（通販会社「ワールドクスノキ」宣伝部長・孝蔵と前妻の娘） - 武田梨奈
- 楠木昭子（孝蔵の後妻・元銀座のクラブママ） - 内田慈
- 君原洋介（カメラマン） - 小久保寿人
- 今村栄（縁結びツアー参加者） - 金児憲史
- 捜査一課係長 - こがけん
- 北島靖男（孝蔵の秘書） - 山本龍二
- 藤森充希（ジュエリーショップ社長・5年前事故死） - 永島あゆみ
- 南田義之（インテリアデザイナー） - 諌山幸治
- 矢崎冬美（縁結びツアー参加者） - 松島志歩
- 佐竹和則（恐喝の前科者） - 中山孟
- 楠木孝蔵（通販会社「ワールドクスノキ」社長） - 長谷川初範

## スタッフ
- 原作 - 西村京太郎（第2作・第4作 - ）、草野唯雄（第3作）
- 脚本 - 田上雄（第1作 - 第14作）、深沢正樹（第15作 - ）
- 監督 - 岡本弘（第1作）、村川透（第2作 - 第11作・第13作 - ）、伊藤寿浩（第12作）
- 技術協力 - ビデオフォーカス
- 美術協力 - テレビ朝日クリエイト
- 声紋鑑定監修 - 鈴木松美（日本音響研究所 / 第2作）
- カースタント - アクティブ21（第2作）
- 撮影協力
  - 第4作 - 上諏訪温泉油屋旅館、ホテルアソシア豊橋、諏訪フィルムコミッション、三井不動産、オリエントホテル横濱開洋亭、横浜フィルムコミッション、調布病院
  - 第8作 - 山形鉄道、山形フィルム・コミッション、上山市商工観光課、長井市商工観光課、共立女子大学・短期大学
  - 第9作 - ホテルリステル猪苗代、会津鉄道、ジェイアール東日本企画、東北農政局羽鳥ダム管理所、会津中央病院、御薬園、オール リゾート サービス、奥会津へつりガーデン、東京バイオテクノロジー専門学校、神奈川都市交通株式会社、会津若松フィルムコミッション、猪苗代町商工観光課、横浜フィルムコミッション、丸ビル
  - 第10作 - わたらせ渓谷鐵道、わたらせフィルムコミッション
- 企画協力 - 白崎英介
- ゼネラルプロデューサー - 関拓也[79]（テレビ朝日）
- 現プロデューサー - 都築歩（テレビ朝日）、藤田恵里香（ViViA）
- 旧プロデューサー - 菊池恭（テレビ朝日）、内山聖子（テレビ朝日）、伊東仁（テレビ朝日）、塙淳一（テレビ朝日）、秋山貴人（テレビ朝日）、田中利一（ViViA）、石橋紘（ViViA）
- 制作 - テレビ朝日、ViViA

## 放送日程
- 第12作は2017年4月9日の『日曜ワイド』の初回に「ミステリー傑作選」として再放送。
- 第15作は2017年8月13日の『日曜ワイド』にて「ミステリー傑作選」として、短縮版を再放送[注 5]。

| 話数 | 放送日         | サブタイトル                                                                                                  | 原作                                                                                               | 脚本     | 監督     | 視聴率 |
| ---- | -------------- | --- | -------------------------------------------------------------------------------------------------- | -------- | -------- | ------ |
| 1    | 2000年09月09日 | 東北新幹線やまびこ トンネル殺人7分の罠！                                                                      | -                                                                                                  | 田上雄   | 岡本弘   | 17.0%  |
| 2    | 2002年10月05日 | 私は殺された 鳴門の渦に女の叫び！                                                                             | 西村京太郎「恐怖の海、東尋坊」                                                                     | 田上雄   | 村川透   | 15.5%  |
| 3    | 2003年09月27日 | 津和野トンネル殺人！ 山口線「貴婦人号」汽笛のトリック…                                                        | 草野唯雄「山口線貴婦人号」                                                                         | 田上雄   | 村川透   | 11.5%  |
| 4    | 2004年09月11日 | 愛と哀しみの飯田線 諏訪湖〜名古屋 三本の列車の時刻表トリック！                                                | 西村京太郎「愛と死の飯田線」 （「最果てのブルートレイン ―急行『天北』殺人事件」所収）              | 田上雄   | 村川透   | 16.7%  |
| 5    | 2005年06月04日 | 殺意の函館本線 札幌〜函館 上り線 下り線 ダイヤトリック                                                        | 西村京太郎「殺意の函館本線」 （「北海道殺人ガイド ―十津川警部捜査行」所収）                        | 田上雄   | 村川透   | 18.0%  |
| 6    | 10月01日       | 岡山発 特急スーパーやくもの殺意 殺人を予告された社長が殺された！ グリーン車密室トリックの謎                   | 西村京太郎「特急『にちりん』の殺意」                                                               | 田上雄   | 村川透   | 13.9%  |
| 7    | 2006年05月13日 | 大井川SL急行密室展望車の殺意！ 黒衣の花嫁が遺したハイヒールの罠!? 時刻表に仕掛けられた謎の連続殺人!!          | 西村京太郎「展望車殺人事件」                                                                       | 田上雄   | 村川透   | 16.2%  |
| 8    | 2007年09月29日 | 山形鉄道フラワー長井線 狙われた終着駅！ 死体が線路際を歩いた!? 密室列車内の泥だらけ毒殺トリック               | 西村京太郎「外房線60秒の罠」                                                                       | 田上雄   | 村川透   | 17.0%  |
| 9    | 2008年10月11日 | 凶器がトロッコ列車に乗ってきた!? 会津鉄道 車窓に広がる殺人風景 湖の上に隠された時刻表トリック！               | 西村京太郎「海を渡る殺意」 （「十津川警部の困惑」所収）                                            | 田上雄   | 村川透   | 14.2%  |
| 10   | 2009年05月30日 | わたらせ渓谷鉄道 死を呼ぶ片道切符！ 不死身の男を殺した無人駅殺人トリック!!                                    | 西村京太郎「小さな駅の大きな事件」 （「十津川警部捜査行 阿蘇・やまなみ殺意の車窓」所収）           | 田上雄   | 村川透   | 16.5%  |
| 11   | 2010年04月10日 | 死体は遠い改札口を目指す!? 線路の途中に終着駅 銚子〜九十九里〜鴨川 房総縦断ルート連続殺人トリック             | 西村京太郎「富士・箱根殺人ルート」                                                                 | 田上雄   | 村川透   | 12.2%  |
| 12   | 2011年04月30日 | 伊勢鉄道 引き返せない単線列車からの脱出トリック 2000万円の絵馬が連続殺人を暴く                                | 西村京太郎「哀しみの北廃止線」 （「北海道殺人ガイド ―十津川警部捜査行」所収）                      | 田上雄   | 伊藤寿浩 | 10.5%  |
| 13   | 2012年05月05日 | 殺意の密室車内パーティ！ 益子焼の里を走るSL特別ダイヤの謎                                                     | 西村京太郎「北能登殺人事件」                                                                       | 田上雄   | 村川透   | 15.3%  |
| 14   | 2014年05月03日 | 伊豆高原〜熱海「リゾート21」号 パノラマ展望車で殺された女！ 箱根ゴールデンルート 空と湖の逆転アリバイトリック | 西村京太郎「二階座席の女」「午後の悪魔」 （「十津川警部捜査行 －愛と殺意の伊豆踊り子ライン」所収） | 田上雄   | 村川透   | 14.6%  |
| 15   | 2015年04月04日 | 三陸鉄道・北リアス線 1日乗車券に隠された逆転ダイヤトリック                                                    | 西村京太郎「北リアス線の天使」                                                                     | 深沢正樹 | 村川透   | 12.6%  |
| 16   | 2016年10月08日 | 富士河口湖 同窓会ツアー連続殺人！ 山梨側から静岡側に瞬間移動!? 富士山縦断ダイヤトリック！                     | 西村京太郎「伊勢・志摩に消えた女」                                                                 | 深沢正樹 | 村川透   | 9.9%   |
| 17   | 2017年06月11日 | しなの鉄道「ろくもん」3号車の罠 人気観光列車から消えた美女の謎                                                | 西村京太郎「祝日に殺人の列車が走る」                                                               | 深沢正樹 | 村川透   | -      |
| 18   | 2018年05月13日 | 全長140キロ！ 東京〜日光鬼怒川ノンストップ殺人計画!! 警視庁鉄道捜査隊vs特急けごん21号 1/30秒の殺意            | 西村京太郎「十津川警部 西武新宿線の死角」                                                          | 深沢正樹 | 村川透   | 10.8%  |
| 19   | 2021年08月02日 | 秩父SLパレオエクスプレス、 縁結び殺人ツアー! 幻の温泉が暴く衝撃時刻表トリック                                 | 西村京太郎「臨時特急「京都号」殺人事件」                                                           | 深沢正樹 | 村川透   | 08.0%  |

- 視聴率はビデオリサーチ調べ、関東地区・世帯・リアルタイム。